# 다고베르투스 3세
다고베르트 3세(Dagobert III, 699년 ~ 715년)는 메로빙거 왕조 출신 프랑크 왕국의 군주였다. 힐데베르트 4세의 아들로 다고베르트 3세가 재위 중이던 714년 프랑크 왕국의 실권자였던 페팽 드 에르스탈이 사망하였으나, 그는 실권을 회복하지 못하였다.

## 가족 관계
- 할아버지 : 테우데리히 3세
- 할머니 : 클로틸드
- 아버지 : 킬데베르투스 4세
- 어머니 : 미상
- 왕후 : 미상
  - 아들 : 테우데리히 4세
    - 손자 : 테우데리히

## 같이 보기
- 다고베르트 2세
- 테우데리히 4세
- 힐페리히 2세
- 테우데리히 3세